# Limau Mungkur (Binjai Barat)
Limau Mungkur is een bestuurslaag in het regentschap Binjai van de provincie Noord-Sumatra, Indonesië. Limau Mungkur telt 6416 inwoners (volkstelling 2010).